# Ландстрем, Джон
Джон Дэ́вид Ла́ндстрем (англ. John David Lundstram; род. 18 февраля 1994, Ливерпуль, Англия) — английский футболист, полузащитник турецкого клуба «Трабзонспор», на правах аренды выступающий за «Халл Сити».

## Клубная карьера
Воспитанник ливерпульского «Эвертона». С февраля по май 2013 года был в аренде в «Донкастер Роверс». Сыграл 14 матчей в Лиге 1 (3-й дивизион Англии). «Донкастер» стал чемпионом Лиги 1. С ноября 2013 по март 2014 года был в аренде в «Йовил Таун». Сыграл 14 матчей и забил 2 гола в Чемпионшипе (2-й дивизион Англии). С марта по май 2014 года был в аренде в «Лейтон Ориент». Сыграл 9 матчей в Лиге 1. С августа 2014 по январь 2015 года был в аренде в «Блэкпуле». Сыграл 17 матчей в Чемпионшипе. С января по февраль 2015 года был в аренде в «Лейтон Ориент». Сыграл 4 матча в Лиге 1. С марта по апрель 2015 года был в аренде в «Сканторп Юнайтед». Сыграл 7 матчей в Лиге 1. За взрослую команду родного «Эвертона» так и не сыграл ни одного матча.
Летом 2015 года перешёл в «Оксфорд Юнайтед». В сезоне 2015/16 сыграл 37 матчей и забил 3 гола в Лиге 2 (4-й дивизион Англии). Клуб занял 2-е место в чемпионате и напрямую вышел в Лигу 1. В сезоне 2016/17 сыграл 45 матчей и забил 1 гол в Лиге 1.
Летом 2017 года перешёл в «Шеффилд Юнайтед». В сезоне 2017/18 сыграл 36 матчей и забил 3 гола в Чемпионшипе. В сезоне 2018/19 сыграл 10 матчей в Чемпионшипе. Клуб занял 2-е место в чемпионате и напрямую вышел в АПЛ. 10 августа 2019 года дебютировал в АПЛ, высшем дивизионе Англии. Команда сыграла вничью с «Борнмутом» со счётом 1:1.
Летом 2021 года заключил трёхлетнее соглашение с шотландским «Рейнджерсом».

## Карьера в сборной
Выступал за юношеские сборные Англии (до 17, 18, 19 и 20 лет).

## Достижения
«Донкастер Роверс»
- Чемпион Англии (Лига 1): 2012/13.

«Оксфорд Юнайтед»
- 2-е место в Лиге 2 (прямой выход в Лигу 1): 2015/16.

«Шеффилд Юнайтед»
- 2-е место в Чемпионшипе (прямой выход в Премьер-лигу): 2018/19.